# Gerôncio (general de Máximo)
Gerôncio (em latim: Gerontius; m. 411) foi um oficial do começo do século V, ativo durante o reinado dos usurpadores Constantino III (r. 407–411) e Máximo (r. 409–411). Nativo da Britânia, serviu como conde e mestre dos soldados para Constâncio, porém ao irritar-se com o coimperador Constante II (r. 409–411) em 409, trairia Constantino e se dirigiria à Hispânia, onde ajudaria Máximo a reivindicar o trono imperial. Ele atacou seus antigos mestres, matando Constante e sitiando Constantino em Arles. No decorrer dos eventos que se sucederam, foi derrotado pelas tropas do general Constâncio e cometeu suicídio.

## Vida
Gerôncio era nativo da Britânia e esposo de Nunécia. Durante a primeira parte de sua carreira conhecida, serviu como conde e mestre dos soldados ao usurpador Constantino III (r. 407–411), posições para as quais foi nomeado em 407 após a morte de Justiniano e Nebiogastes. Nesse ano, Saro, o Godo, o general lealista de Honório (r. 395–423), temendo as habilidades militares e experiência de Gerôncio e seu parceiro Edóbico, abandonou o cerco a Constantino em Valência e fugiu através dos Alpes à Itália. Em 408, acompanhou o césar Constante II (r. 409–411) à Hispânia e após sufocar a resistência local, foi deixado com tropas gaulesas para guardar os passos entre a Gália e Hispânia. Constante retornou à Hispânia em 409 levando consigo Justo, que aparentemente sucederia-o. Isso enfureceu Gerôncio, que conseguiu o apoio das tropas na Hispânia e ergueu em rebelião contra Constantino os bárbaros da Gália.
Ao rebelar-se contra Constantino, Gerôncio proclamou seu nomeado, seu doméstico Máximo, como imperador em Tarraco; a maioria das fontes disponíveis concordam com a data de 409 para tal manobra, porém Paulo Orósio afirma ser 411. Os autores da PIRT sugerem que talvez reteve sua posição de mestre dos soldados sob Máximo. Em 411, Gerôncio atacou Constantino e Constante na Gália, matando o último e cercando o primeiro em Arles até a aproximação do exército de Honório sob Constâncio e Úlfilas, o que obrigou-o a fugir. Constantino enviou Justo contra ele, e Gerôncio, supondo que suas forças eram insuficiente para lidar com a ameaça, decide entrar em acordo com os invasores vândalos, alanos e suevos que desde 409 estava saqueando o sul da Gália; com esse acordo pretendia garantir aos bárbaros acesso ao sul dos Pirenéus sem oposição. Suas próprias tropas, contudo, desertaram para Constâncio e após matar sua esposa, Gerôncio cometeu suicídio. Apesar de lembrado por sua traição, Gerôncio é louvado nas fontes como um soldado capaz e experiente e um disciplinador rígido.